# Sconsia
Sconsia is een geslacht van weekdieren uit de klasse van de Gastropoda (slakken).

## Soorten
- Sconsia alexarthuri Parth, 1994
- Sconsia grayi A. Adams, 1855
- Sconsia nephele F. M. Bayer, 1971